# Dictyna navajoa
Espèce
Dictyna navajoa est une espèce d'araignées aranéomorphes de la famille des Dictynidae.

## Distribution
Cette espèce est endémique du Sonora au Mexique,. Elle se rencontre à Guaymas.

## Description
La femelle holotype mesure 2,60 mm.

## Publication originale
- Gertsch & Davis, 1942 : Report on a collection of spiders from Mexico. IV. American Museum novitates, no 1158, p. 1-19 (texte intégral).